# Aeroporto de Camberra
O Aeroporto de Camberra (em inglês: Canberra Airport) (IATA: CBR, ICAO: YSCB) é um aeroporto internacional que serve a capital da Austrália, Camberra, bem como a cidade vizinha de Queanbeyan e áreas regionais do Território da Capital Australiana e sudeste de Nova Gales do Sul. Localizado aproximadamente 8 km do centro da cidade, no distrito de North Canberra, é o oitavo aeroporto mais movimentado da Austrália.
O aeroporto serve voos diretos para a maioria das capitais estaduais da Austrália e regionalmente para Newcastle, Dubbo e Costa do Ouro. Os voos internacionais diretos operam de Camberra para Singapura. Voos para o Qatar também operam via Sydney.
O Aeroporto de Camberra movimentou 3.217.391 passageiros no exercício financeiro de 2018-19. Os principais trabalhos de restauração foram concluídos em 2013 que incluíram a demolição do antigo terminal, substituindo-o por uma nova instalação projetada para receber até 8 milhões de passageiros anualmente.
Além de servir o tráfego das companhias aéreas, o aeroporto também é a única instalação pública de aviação geral dentro do Território da Capital Australiana. Uma antiga base da Real Força Aérea Australiana está localizado dentro do Aeroporto de Canberra e apóia as operações de voos VIP do governo pelo Esquadrão N.º 34 da RAAF, bem como a assistência em solo para aeronaves militares itinerantes e chefes de estado visitantes.